# بياض
البياض في قياس الألوان هي مدى كون سطح ما ذو لون أبيض.
يستخدم هذا المعيار مثلا لمقارنة قطعتين من الورق بأساليب بحث كمية، فقد يبدو لون كل ورقة أبيضا لكن قد تختلف درجة بياض كل ورقة عن الأخرى إذا جعلنا الورقتين متجاورتين.
تشكل درجة بياض كويكب للتفرقة بين انهواعها، فبعضها جليدي ويكون ناصع البياض، وآخرين تكون أسطحها عارية وتظهر أسطحها الصخرية بلون رمادي.

## اقرأ أيضا
- فوياجر 2
- كويكب 132524 APL